# Dilber Doğan
Dilber Doğan (* 1961 in Zara, Sivas) ist eine türkische, alevitische Sängerin.
Sie ist im Dorf Belentarla geboren und aufgewachsen, sie selbst kam aus einer sehr musikalischen alevitischen Familie. Die Grundschule hat sie in Zara absolviert, 1977 ging sie nach Istanbul. In den 1980er Jahren trat sie als Sängerin bei Hochzeiten auf. Sie nahm bei verschiedenen Musiklehrern Unterricht. 1983 brachte sie ihr erstes Album Değirmen'im Dönerim auf den Markt.
Zusammen mit Asli Gül nahm sie sieben Alben unter dem Namen Anadolu Kizlari auf. Beide wurden dadurch sehr berühmt. In ihren Liedern geht es vor allem um Sivas, Alevitentum und Anatolien. Zusammen mit ihrem Sohn Seyit Ali Doğan tritt sie heute im Ausland bei alevitischen Festivals auf, z. B. in Deutschland, Schweiz, Österreich, Frankreich, Belgien und Luxemburg. Dilber Doğan gilt als einer der erfolgreichsten Kassettenstars.

## Alben
- Anadolu Kizlari 1 - Nicin Aglamayim
- Anadolu Kizleri 2 - Arayi Arayi Bulsam Izini
- Anadolu Kizlari 3 - Topragi Bizim
- Anadolu Kizlari 4 - Derdi Güzel Aglama
- Anadolu Kizlari 5 - Neredesin Dost
- Anadolu Kizlari 6 - Sargi Tutmaz Yaralarim
- Anadolu Kizlari 7 - Bir Sonsuz Rüya
- Arguvanlim
- Bela Belayi Yaratti & Aglama Yar
- Beybaba
- Can Dostlariyiz
- Can Pazari
- Değirmen'im Dönerim
- Eze Gurban
- Gunün Birinde
- Haci Bektas Veli Kizlari 2
- Hey Erenler
- Kerbelanin Izdirabi
- Kerbelanin Izdirabi 2
- Muhtar
- Suclu